# Xestia tecta
Xestia tecta là một loài bướm đêm trong họ Noctuidae.